# Cedilj
Cedilj (franska cédille) är ett diakritiskt tecken (¸) som kan placeras under vissa bokstäver för att modifiera deras uttal. Cedilj används framför allt i de romanska språken franska, portugisiska och katalanska samt i kurdiska, turkiska och albanska. 

## Ursprung

Utvecklingen av ç ur ett visigotiskt z.

Cedilj uppstod i Spanien och har sitt ursprung i den nedre halvan i ett litet kursivt z. Namnet cedilla är diminutivformen av det fornspanska namnet för denna bokstav, ceda.

## Användning
I franska, katalanska och portugisiska markerar en cedilj att ett c skall uttalas med s-ljud även framför hård vokal (a, o, u). Den katalanska kortformen "Barça" för fotbollsklubben FC Barcelona uttalas således "barsa".
Eftersom cediljen saknas i det svenska alfabetet, ändras bokstaven ç  till s i försvenskade franska ord, men stavning med ç kan även förekomma. Exempelvis det franska adjektivet "provençal" används ofta i svenskan när man talar om något som kommer från regionen Provence och översätts då till ”provensalsk”. Dock används även stavningen ”provençalsk” ofta som till exempel ”en provençalsk maträtt". När det gäller mat förekommer också ganska frekvent i svenska den felaktiga stavningen "provencalsk mat".
Ç och ş används i turkiska, turkmenska, tatariska, azerbajdzjanska och i några fler språk i den regionen. De representerar de tonlösa postalveolarerna /tʃ/ och /ʃ/.
Bokstäverna ģ, ķ, ļ och ņ används på lettiska och representerar palatala konsonanter. Gement ģ har den egenheten att cediljen placeras ovanför då den på grund av bokstavens form inte får plats under. Ur en typografisk synvinkel betraktas dock dessa diakriter som kommatecken.
I det Internationella fonetiska alfabetet representerar [ç] en tonlös palatal frikativa.

## Ofta använda ord och namn med cedilj
- Français (franska språket)
- Moçambique
- Curaçao
- provençalsk
- "Barça" (smeknamn för fotbollsklubben FC Barcelona)

## Liknande tecken
Flera språk använder diakritiska kommatecken som läggs till vissa bokstäver, exempelvis ș och ț. Dessa liknar cedilj och vissa källor betraktar dem som sådana. Detta kan vara förvirrande för bokstäver som kan ta båda diakriterna. Exempelvis skrivs konsonanten för ljudet /ʃ/ som ş i turkiska men som ș i rumänska. I bägge fallen kan de två tecknen betraktas som typografiska varianter och ersätta varandra ifall den andra bokstaven saknas i det aktuella typsnittet eller teckenkodningen.
De polska bokstäverna ą och ę och de litauiska bokstäverna ą, ę, į och ų använder inte cedilj utan en obesläktad diakrit kallad ogonek eller svans, och betecknar i polska ett nasalt vokalljud samt i litauiska lång vokal.

## Datoranvändning
I Linux, med X Window System, är cedilj en passiv tangent i likhet med tilde, och fås genom att först trycka tangentkombinationen Alt Gr+, (kommatecken) och sedan trycka ned önskad bokstav.
En sådan möjlighet finns inte i Windows, i alla fall inte med den vanliga tangentbordslayouten för svenska. Man kan få Ç med alt-0199 och ç med alt-0231 (siffrorna matas in på siffertangentbordet). Ģ, ķ, ņ, ļ, ş, ţ med flera kan inte fås på tangentbordet utan att man installerar en annan tangentbordslayout.
I Mac OS X med svensk eller engelsk tangentbordsuppsättning fås ç och Ç med tangentkombinationerna alt-c och alt-skift-c. Andra cedilj-försedda tecken kan matas in med systemets teckenpalett, ibland också kallad specialtecken.